# Jandó Jenő (zeneszerző)
Jandó Jenő (Szentlőrinc, 1928. november 3. – Pécs, 2008. január 28.) zeneszerző, zenepedagógus, karnagy, Jandó Jenő Kossuth-díjas magyar zongoraművész apja.

## Életpályája
1938-tól 1942-ig a pécsi Székesegyházi Énekiskola fiúkórusának volt tagja. A Pécsi Pedagógiai Főiskola elvégzését követően évtizedeken keresztül tanított több pécsi oktatási intézményben: 1951-től 1953-ig Pécsszabolcson, 1953-tól 1968-ig az Ágoston téri általános iskolában, 1968-tól 1981-es nyugdíjba vonulásáig a Leőwey Klára Gimnáziumban. 1956-ban elvégezte a Népművelési Intézet zenetörténeti és esztétikai akadémiáját.
Karnagyi munkáját már főiskolai hallgatóként megkezdte. Az iskolai kórusok mellett vezette az Egyetemi Dolgozók Énekkarát, a Pécsi Szénbányászati Tröszt kórusát, a Pécsszabolcsi Bányász Vegyeskart, a Zsolnay porcelángyár énekkarát és a Pécsi Építők Madrigálkórusát, utóbbit 1955-től egészen 2008-ban bekövetkezett haláláig.

## Családja
Négy fia született: Jandó Jenő zongoraművész (1952–2023), Zoltán vegyi-gépészmérnök, Péter festőművész, Miklós bölcsész-filozófus.

## Művei
- Porba hulltak mind a zászlók – 56-os szabadságharcunk dala (korábban Kuruc dal), Galambosi László versére (1957)
- Protege Domine plebem tuam, motetta (1957)
- 6 Missa gregoriana (2002–2007)